# Kysel

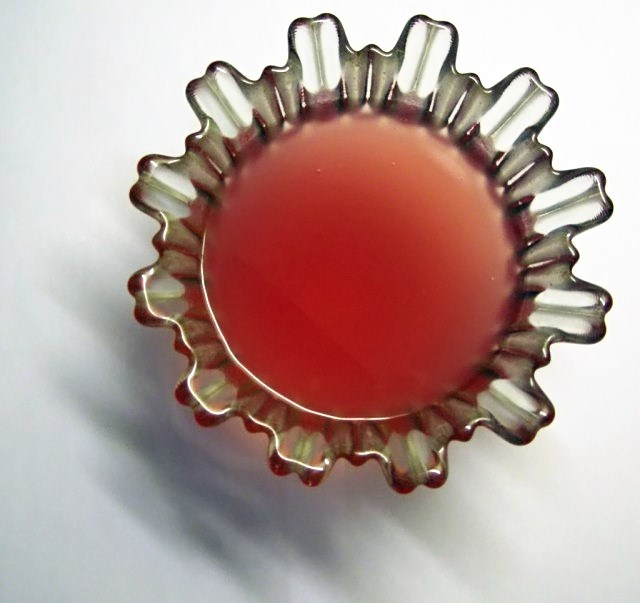
Kysel z červeného rybízu

Kysel (rusky кисель, ukrajinsky кисіль, polsky kisiel, litevsky kisielius, lotyšsky ķīselis, finsky kiisseli, estonsky kissell) je rosolovitý dezert skládající se z vody, ovoce, cukru a bramborové moučky jako zahušťovadla. Většinou se podává studený (často s tvarohem a ovocem), ale může se jíst i teplý. Je oblíbený zejména v Polsku, zemích východní Evropy (Rusko, Ukrajina), v Pobaltí a také ve Finsku.
Tradiční kysel se připravuje tak, že se horký ovocný protlak nebo sirup promísí se studenou vodou s rozpuštěnou bramborovou moučkou, přidá se cukr a krátce povaří. Pak se vleje do nádob a nechá vychladnout. Jako ovoce se používá nejčastěji klikva, angrešt, jablka, rybíz, višně, maliny, jahody. Brusinkový kisel (litevsky: spanguolių kisielius) je tradiční součástí Kūčios, litevské štědrovečerní večeře.